# James Elisha Brown
Pour les articles homonymes, voir Brown.
Cet article possède un paronyme, voir James E. Brown.
James Elisha Brown (12 mai 1913-26 janvier 1974) est un homme politique canadien de l'Ontario. Il est député fédéral libéral de la circonscription ontarienne de Brantford et de Brant de 1953 à 1957 et de 1962 à 1968.

## Biographie
Né à St. Marys en Ontario, Brown étudie et gradue en droit de la Osgoode Hall Law School en 1941.
Élu en 1953, il ne se représente pas en 1957. Se représentant en 1962, il est réélu en 1963, 1965 et en 1968. Brown démission en 1971.
En 1963, Brown préside la délégation canadienne au Nations unies. Il occupe également la président du mouvement World Federalist Movement-Canada (en) à Ottawa. Brown siège également comme échevin au conseil municipal de Brantford.
En 1955, il dépose une motion afin de presser le gouvernement d'étendre le droit de vote à chaque membre des Premières Nations ayant 21 ans et plus et vivant sur une réserve.
En 1967, il présente un projet de loi privé afin d'abaisser l'âge du droit de vote de 21 à 18 ans.
Enfin, un autre bill privé en 1969 recommandait de modifier le nom du Dominion Day (Fête du Dominion) (1er juillet) en Canada Day (Fête du Canada).